# Mark Deuze
Mark Deuze (*19. června 1969, Renkum, Nizozemí) je nizozemský profesor a mediální teoretik na Amsterodamské univerzitě. Deuze se věnuje kritické reflexi interakce mezi (novými) médii a společností, a to zejména v oblasti profesionální mediální produkce a využití médií. Často píše o internetové žurnalistice a digitální kultuře.